# Hermann Uhlig (Heimatforscher)
Hermann Uhlig (* 8. Dezember 1871 in Grumbach; † 17. Februar 1942) war ein deutscher Pädagoge und Heimatforscher des Erzgebirges. Er wurde in der Dorfmühle in Grumbach geboren und lebte in Lauter/Sa., wo er seit 1905 Schuldirektor war. 1938 wurde er in den Anton-Günther-Ring berufen.

## Werke (Auswahl)
- Volkstümliche Werte, 2. Aufl., Schwarzenberg 1913
- Das Betglöcklein zu Schmalzgrube, Dresden-Wachwitz 1919
- Mutter Schule, Schwarzenberg 1925
- Der Bauernstand als Hüter der Heimat und des Volkstums, Berlin 1925
- Erziehung zum Skilaufen, Leipzig 1929

## Ehrungen
In Lauter wurde der Hermann-Uhlig-Platz nach ihm benannt.